# 吴瑞萍
吴瑞萍（1907年—1998年），男，原籍江苏常州，生于湖南长沙，中国儿科传染病学家，曾任药典委员会委员，第五、六届全国政协委员。